# Satellite Blues
«Satellite Blues» es una canción de la banda de hard rock australiana AC/DC, lanzada como sencillo, y que forma parte de su álbum de estudio del año 2000, Stiff Upper Lip. Fue escrita por Angus Young y Malcolm Young.

## Video musical
El video musical de Satellite Blues comienza con imágenes de científicos de la NASA observando un satélite, en el cual se encuentra AC/DC interpretando la canción mientras surge vapor del suelo. 
La banda comienza a tocar dentro de él mientras aparecen imágenes del exterior del satélite, del planeta Tierra e intermitentemente de una mujer que se halla dentro del satélite junto con la banda. 
El video musical fue incluido en el DVD recopilatorio Family Jewels de 2007 y en el box set Backtracks de 2009.

## Lista de canciones
Todas las letras escritas por Angus Young Malcolm Young, toda la música compuesta por AC/DC. 
| Lanzamiento promocional |        |          |  |
| N.º                     | Título | Duración |  |

## Personal
- Brian Johnson – vocalista
- Angus Young – guitarra solista
- Malcolm Young – guitarra rítmica, coros
- Cliff Williams – bajo, coros
- Phil Rudd – batería